# Horten Ho 229
Horten H.IX, RLM značení Ho 229 (někdy nazývaný Gotha Go 229) bylo proudovými motory poháněné samokřídlo z doby druhé světové války, z kategorie takzvaných Wunderwaffen. Šlo o vůbec první samokřídlo vybavené proudovými motory. Letoun je společným dílem bratří Hortenů – Waltera, Reimara a Wolframa. Příznivcem jejich projektu byl samotný Hermann Göring a jako jediný stroj měl teoretickou šanci na splnění požadavků jeho soutěže 3x1000 (vyvinout letadlo, které dopraví pumu o hmotnosti 1 000 kg rychlostí 1 000 km/h na vzdálenost 1 000 km).

## Vývoj
Bratři Hortenovi začali vyvíjet elegantní samokřídla už jako mladíci v aeroklubu ve Wasserkuppe, nedaleko Frankfurtu nad Mohanem. Nejprve jako modely, později již jako větroně, které byly po zrušení omezení, vyplývajících z Versailleské smlouvy, osazeny motory. Horten H.II dostal dodatečně tlačný motor Hirth HM 60R o výkonu 80 koní. Prvním typem projektovaným od počátku s motory byl Horten H.V, který měl dva motory Hirth stejného typu. Ten byl později pro účely zkoušek přestavěn z dvoumístného na jednomístné uspořádání.
V roce 1939 všichni bratři nastoupili k Luftwaffe. Wolfram zahynul při výbuchu svého Heinkel He 111 při kladení min v květnu 1940. Reimar sloužil jako instruktor létání v Kolíně nad Rýnem a nadále stavěl větroně-samokřídla, zatímco Walter bojoval v bitvě o Británii v řadách JG 26, kde dosáhl 7 vítězství. Po skončení bitvy o Británii nastoupil na žádost svého tehdejšího velitele Kurta von Doeringa na velitelství, kde se zabýval technickým vývojem stíhacích letadel. Zde se mohl seznámit s řadou nových projektů a technických novinek. Asi nejvíce ho zaujaly proudové motory, které by byly ideálním pohonem stíhacích samokřídel. Díky svým pravomocem vytvořil v Göttingenu malý tým, označený Sonderkommando 3, kam převelel i bratra Reimara. Zde se tajně a nelegálně, za peníze Inspektorátu stíhacího letectva, pracovalo na vývoji samokřídel.
Pro ověření koncepce projektu byl v letech 1942–1943 postaven dvoumístný stroj Horten VII, poháněný dvěma motory Argus As 10C, který měl být používán k výcviku. Při testech ukázal své dobré vlastnosti. Uvažovalo se o sériové výrobě, pravděpodobně v továrně Klemm, pod označením Ho 226. Prototyp byl naposled spatřen koncem války na letišti v Oranienburgu.

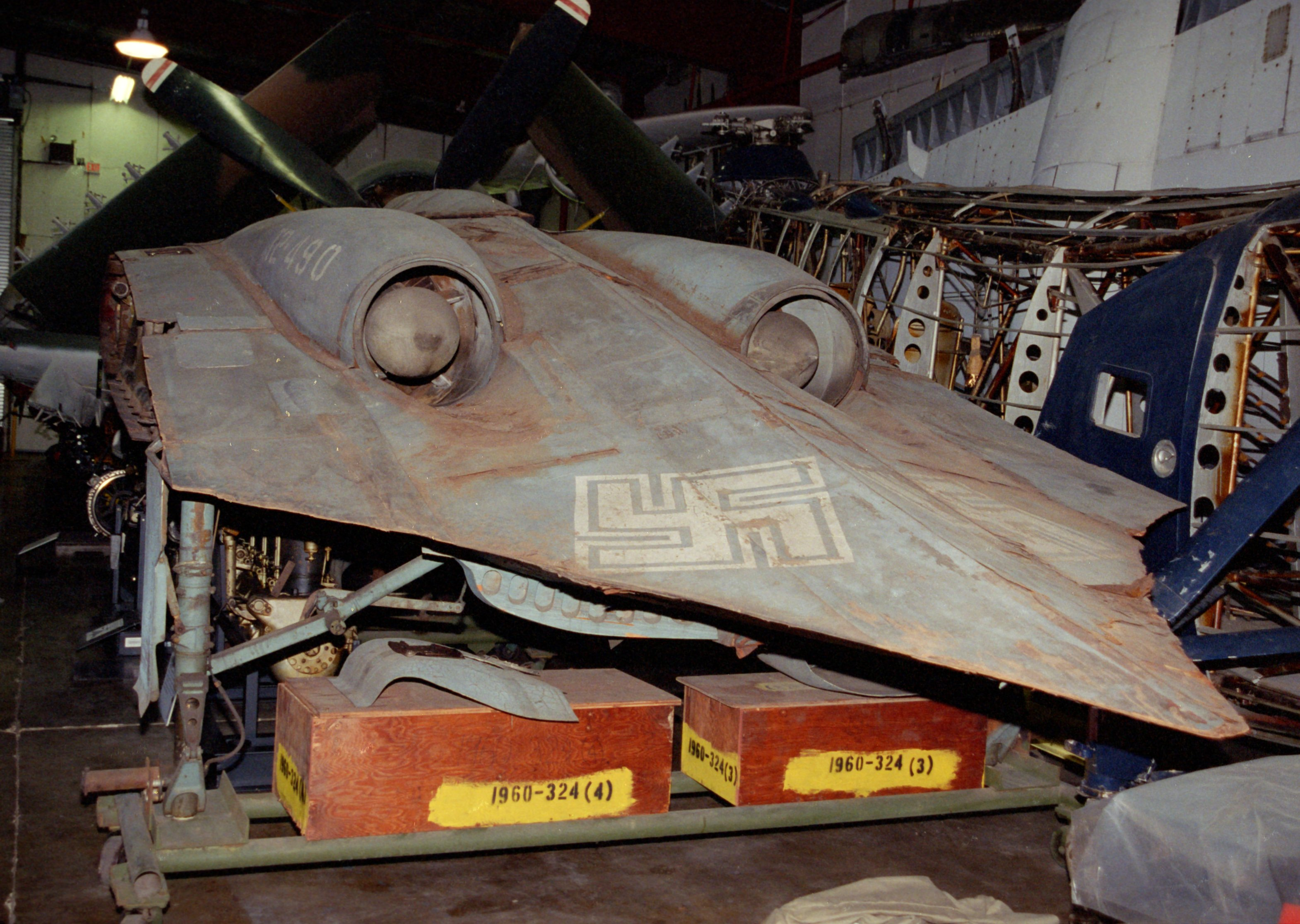
Ho 229 V3 při pohledu zezadu

V roce 1943 byly v Goettingenu vyrobeny první dva prototypy plnohodnotného stíhače Horten IX. Horten IX V1 byl bezmotorový kluzák, na kterém byla ověřována aerodynamická koncepce. První let proběhl 28. 2. 1943 a ukázal, že koncepce funguje, včetně netradičních prvků - aerodynamických brzd v polovině křídla, které byly součástí řízení, elevonů a brzdícího padáku, zkracujícího přistání. Po zkušenostech s V1, dostal V2 robustnější přední podvozkovou nohu. U prototypu V2 už se také počítalo s montáží proudových motorů BMW 003, ze kterých se však podařilo získat pouze pláště.
Problém, jak dát projektu oficiální status byl vyřešen přihlášením k soutěži 3x1000, kterou v roce 1943 vyhlásil Hermann Göring. Ten dostal materiály o projektu (že už probíhá stavba mu bylo zatajeno) a projekt odsouhlasil s podporou 500 000 říšských marek. Göring si dokonce nechal stroj osobně předvést a jeho schopnost provádět běžné manévry při letu na jeden motor, na něj velice zapůsobila.
Stavba prototypů pokračovala, ale vývoj motorů BMW 003 se zpožďoval a proto byly, stejně jako u dalších projektů proudových letadel, nahrazeny motory Jumo 004B. Jejich větší průměr si ale vyžádal úpravy draku.

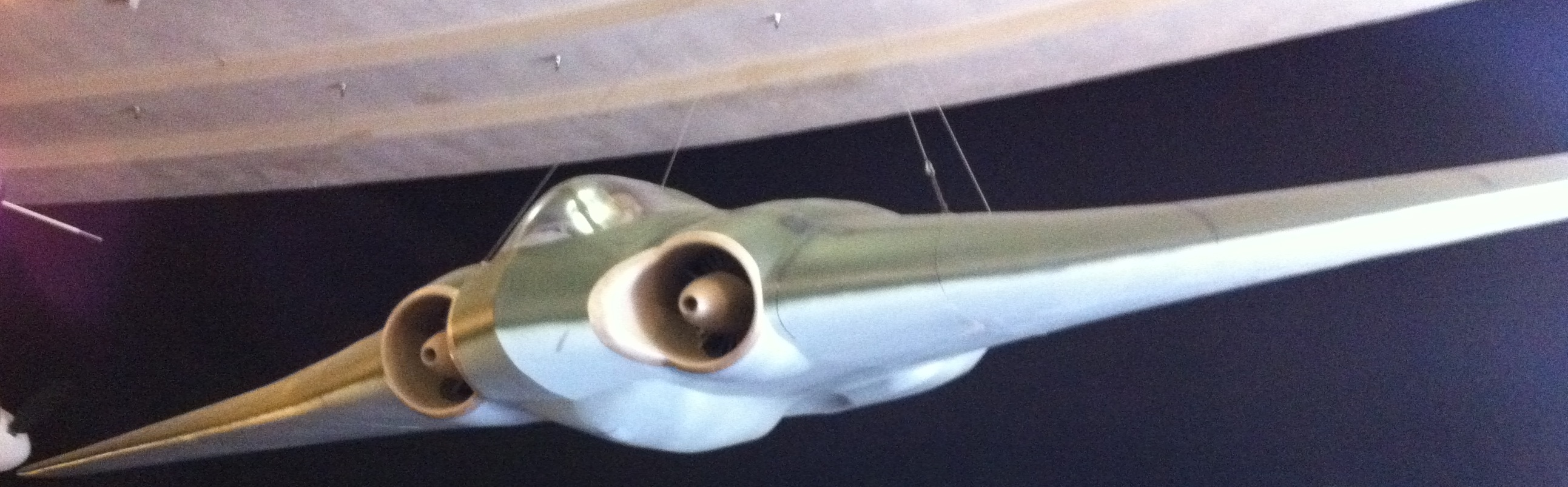
Replika stroje Ho IX V3 v San Diego Air and Space Museum

Prototyp Horten IX V2, pilotovaný Erwinem Zillerem, prokázal svou dobrou ovladatelnost už během prvního zkušebního letu, v prosinci 1944 (toto tvrzení je přinejmenším sporné — řada jiných pramenů totiž první „proudový“ vzlet udává až k 18. únoru 1945, při kterém ovšem došlo k fatální havárii, která stála Lt. Zillera život).[zdroj⁠?!] V té době bylo typu přiděleno označení Ho 229 a bylo rozhodnuto o sériové výrobě. Firma Klemm měla postavit 40 kusů a továrna Gotha dalších 53. Reálně bylo objednáno 6 dalších prototypů a 20 předsériových kusů (tyto stroje měly být pod označením Ho 229 A-0 nasazeny u JG 400, používající tehdy Messerschmitt Me 163). V březnu 1945 byl program Ho 229 zařazen mezi programy zázračných zbraní s nejvyšší prioritou. Bratři Hortenové už v té době pracovali na projektu bombardéru, který by byl schopen svrhnout pumu na New York (projekt Ho XVIIIB).
V továrně Gotha se započalo se stavbou objednaných 6 prototypů Ho 229, označených V3 až V8, které měly nahradit i Ho 229 V2, ztracený při nehodě v únoru 1945 (letounu při zkušebním letu vysadil jeden motor, pilot nezvládl přistání, narazil do náspu a při nehodě zahynul). Z nich prototypy V3, V6 a V8 představovaly jednomístný stíhací Ho 229 A-1, V4 a V5 byly noční stíhačky a V7 byl cvičný dvoumístný stroj. Dvoumístné stroje se označovaly jako Ho 229 B-1.
Konec války přišel ještě předtím, než byly prototypy dokončeny. Jejich stavba pokračovala pomalu, jednak se konstruktéři naplno věnovali projektu atomového bombardéru, důvodem mohlo být i to, že firma Gotha sama pracovala na svém projektu samokřídla P.60. Američané při obsazení továrny Gotha nalezli téměř dokončený prototyp V3 a rozpracované V6, V7 a V8. Po prototypech V4 a V5 zbyly jen některé pozůstatky, ale o jejich osudu nejsou žádné zprávy.

## Konstrukce

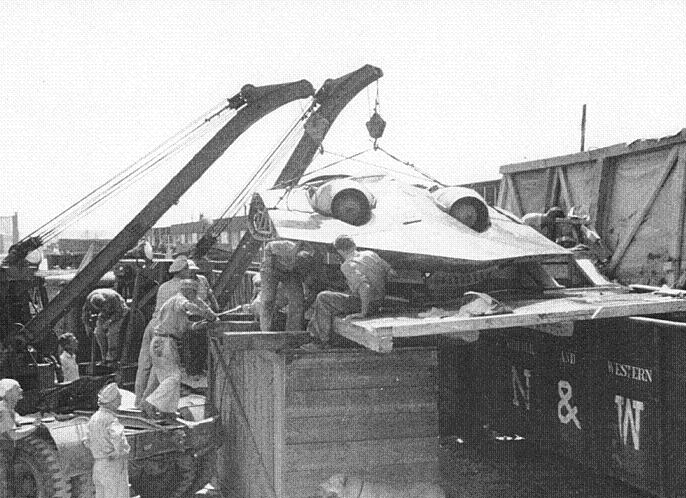
Odvoz stroje Horten Ho 229 V3

Ho 229 byl samokřídlem smíšené konstrukce. Konstruktéři použili svůj tradiční postup, osvědčený už z předchozích projektů. Konstrukce trupu byla žebronosníková s použitím ocelových trubek. Křídlo bylo poloskořepinové, smíšené konstrukce ze dřeva a ocelových trubek. Křídlo mělo vztlakové klapky, elevony na koncích křídla (měly funkci křidélek a výškovky) a spoilery (měly funkci směrovky). K řízení sloužily i aerodynamické brzdy na křídle. Stroj měl příďový podvozek a byl opatřen přistávacím padákem. K pohonu sloužila dvojice motorů Jumo 004B. Pilot měl mít k dispozici jednoduché vystřelovací sedadlo.

### Poválečné osudy
Na konci války Američané realizovali operaci Paperclip, jejímž cílem bylo získat informace o německých zbraních a výzkumu. V rámci operace byl do USA odvezen i prototyp Ho 229 V3 (část programu byla zničena, aby se nedostala do rukou Sovětskému svazu). Díky škrtům v rozpočtu ale nebyl zcela dokončen a testován. Byl ale poslán do továrny Northrop ke zkoumání. Továrna Northrop byla vybrána proto, že sama měla zkušenosti se stavbou samokřídel (J. K. Northrop na nich pracoval již ve dvacátých letech, a roku 1928 postavil první prototyp, stojící na počátku celé řady pozdějších „skutečných“ samokřídel). Jeho varianta N-1B je společně s Hortenovým kluzákem Horten IV k vidění v expozici Planes of Fame v muzeu v severní Kalifornii. Samotný prototyp V3 později získalo National Air and Space Museum ve Washingtonu a dnes je k vidění v budově Steven F. Udvar-Hazy Center u mezinárodního letiště Washington Dulles.

## Varianty
- Ho 229 V1 - bezmotorový kluzák

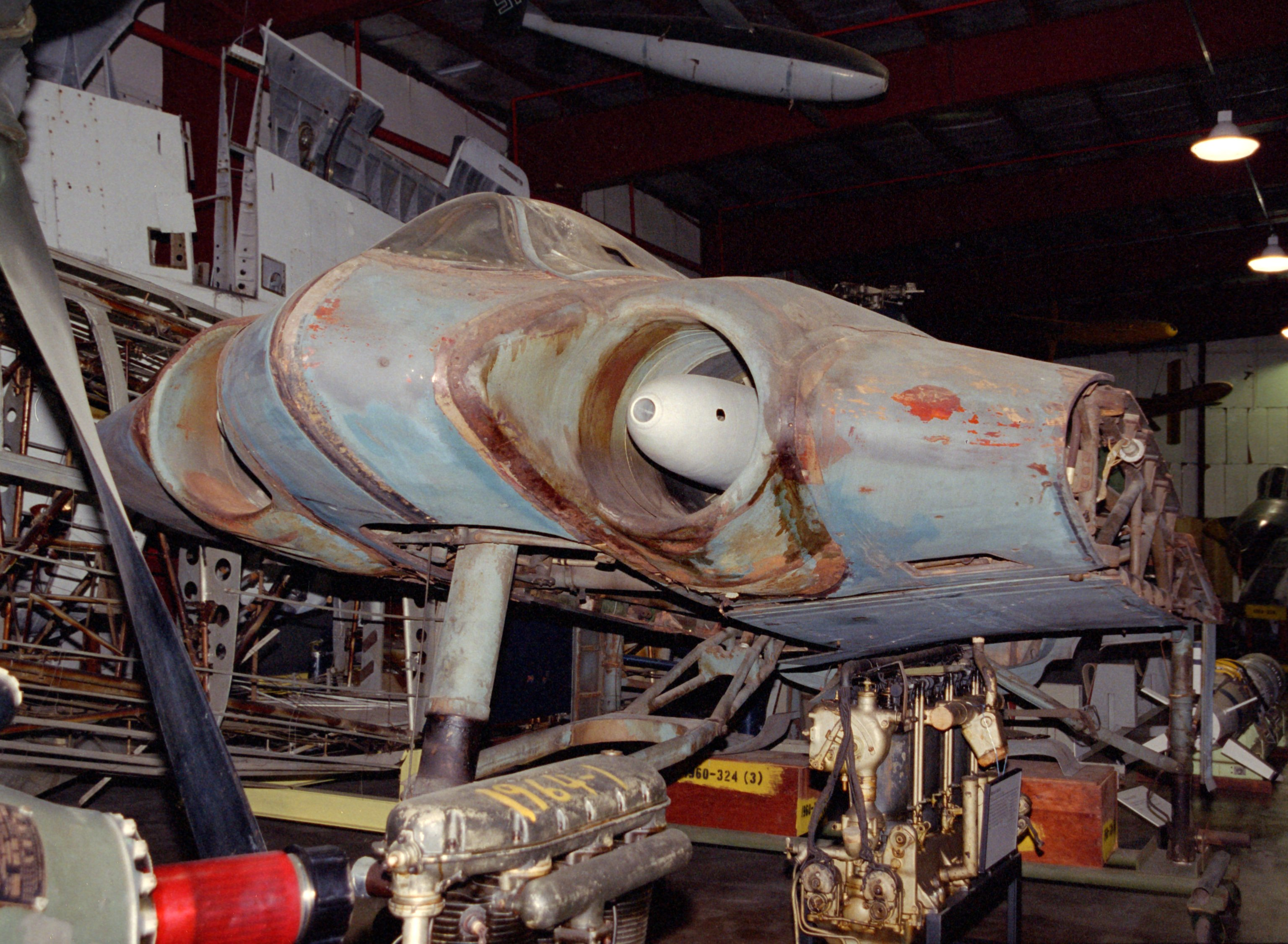
Ho 229 V3 připravený k rekonstrukci

- Ho 229 V2 - první prototyp s proudovými motory Jumo 004

Prototypy stavěné firmou Gotha:
- Ho 229 V3 - stíhací varianta, upraveny vstupy vzduchu, motory posunuty dopředu, 1 kus téměř dokončen, zajat Američany, dochoval se dodnes
- Ho 229 V4 - noční stíhací, hotov asi z 50 % (kostra trupu)
- Ho 229 V5 - noční stíhací, hotov asi z 50 % (kostra trupu)
- Ho 229 V6 - stíhací varianta, definitivní verze
- Ho 229 V7 - cvičná varianta
- Ho 229 V8 - stíhací varianta

## Specifikace (Ho 229 V3)

Třípohledový nákres Ho 229

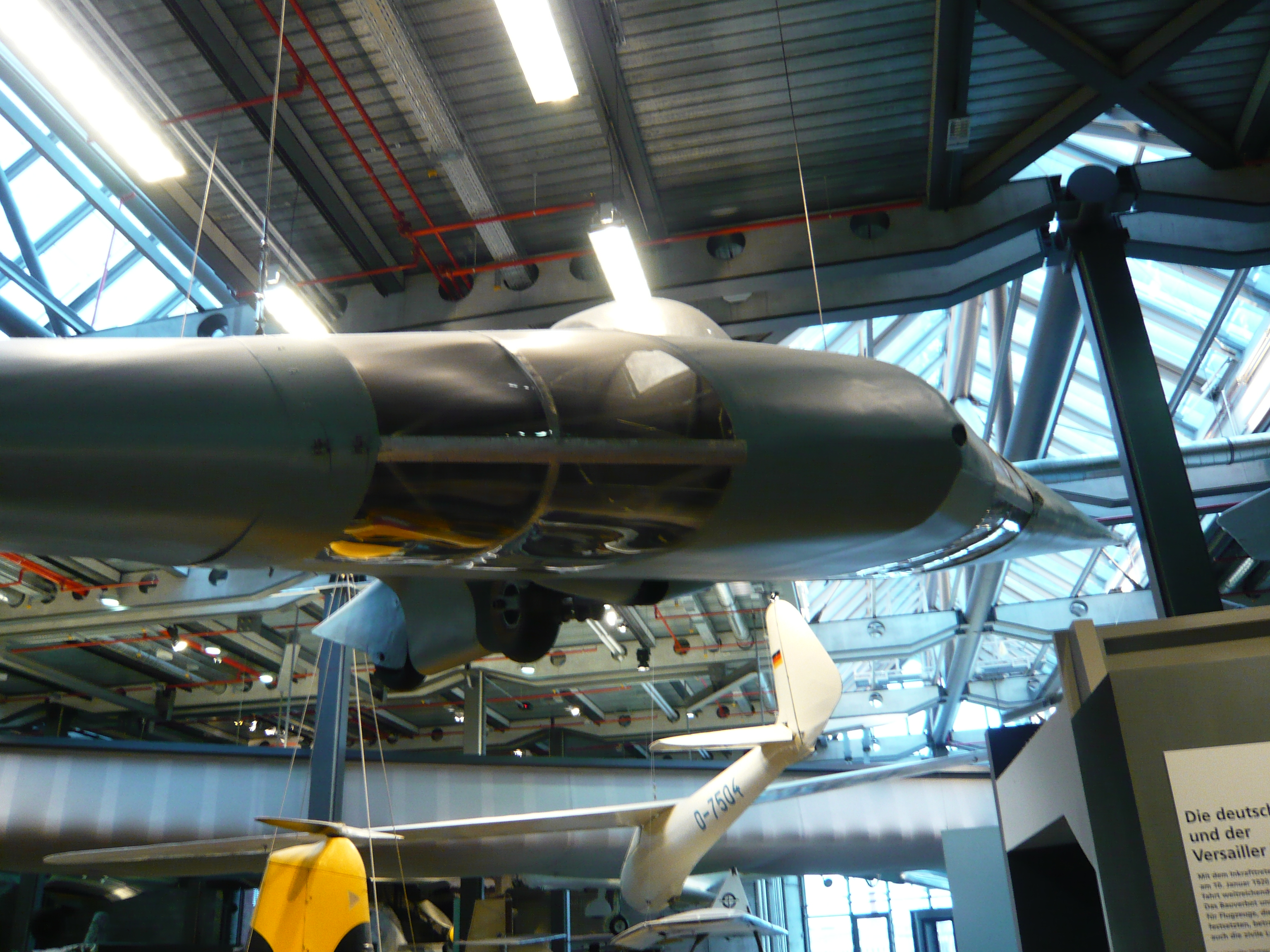
Horten II

### Technické údaje
- Posádka: 1 (pilot)
- Rozpětí: 16,8 m
- Délka: 7,4 m
- Výška: 2,81 m
- Nosná plocha: 53 m²
- Hmotnost prázdného letounu: 5067 kg
- Max. vzletová hmotnost: 8100 kg
- Pohonná jednotka: 2 × proudový motor Junkers Jumo 004B
- Tah motoru: 8,7 kN

### Výkony
- Maximální rychlost: 977 km/h (Mach 0,92) ve 12 000 m
- Dostup: 15 800 m
- Dolet: 1000 km (odhad pro maximální výšku a nezatížený prototyp, plně vyzbrojený letoun útočící na cíl by měl dolet stěží poloviční)[zdroj⁠?!]
- Stoupavost: 22 m/s

### Výzbroj (předpokládaná)
- 2× 30mm kanón MK 108
- 2× 500kg puma
- neřízené rakety typu R4M